# Сплави свинцю

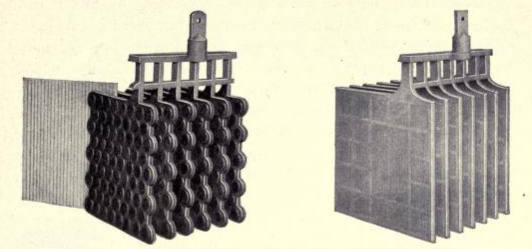
Решітки пластин автомобільного свинцево-кислотного акумулятора, що зазвичай виготовляються із сплаву свинцю з 1…2 % стибію

Спла́ви свинцю́ (англ. lead alloys) — сплави на основі свинцю.

## Класифікація
Розрізняють низьколеговані і високолеговані сплави свинцю
До 1-ї групи належать сплави свинцю, що містять малі добавки Fe, Cu, Sb, Sn, Cd або Са у концентраціях, що не знижують, а у деяких випадках підвищують корозійну стійкість свинцю і суттєво збільшують його границю повзучості і тривалу міцність.
У 2-гу групу входять сплави свинцю, які містять у значній кількості елементи, що підвищують міцність, твердість та антифрикційні властивості і знижують температуру плавлення свинцю та його усадку при литті.

## Властивості
Сплави свинцю відзначаються високою питомою густиною, невеликою твердістю, низькою температурою плавлення (48…320 °C), добрими технологічними і антифрикційними властивостями, відносно високою кислотостійкістю до розбавленої сірчаної кислоти.
Як і свинець, більшість сплавів свинцю (за винятком тих, що містять понад 0,1 % Ca, Mg, Li, K або Na) характеризуються високою корозійною стійкістю на повітрі, у воді, а також в більшості розбавлених неорганічних кислот при кімнатній і низьких температурах. Сплави свинцю стійкі в концентрованих оцтовій, хлороцтовій і лимонній кислотах. У присутності кисню стійкість в органічних кислотах знижується. Хлор (до 100 °C), сірководень і діоксид сірки мають незначний вплив на свинцеві сплави. Низьколеговані сплави свинцю є досить стійкими у ґрунті, що містить солі силікатної, вугільної і сірчаної кислот.
З усіх елементів, що використовуються для легування свинцю, лише Ca і Te роблять його здатним зміцнюватися при пластичній деформації. Свинець, легований іншими елементами, через низьку температуру рекристалізації знеміцнюється безпосередньо при обробці тиском (вальцюванні, пресуванні, волочінні тощо), що проводиться за кімнатної температури. Добавки суттєво підвищують границю повзучості, тривалу міцність, температуру рекристалізації та стійкість свинцю у сірчаній кислоті. При уведенні 0,05 % Te втрати свинцю при контакті із сірчаною кислотою знижуються у 10 разів.

## Отримання сплавів
Отримують сплави свинцю сплавленням вихідних металів або їх лігатур (при введенні тугоплавких легувальних елементів), а також відновленням розплаву CaCl2 лігатурою Pb-Na.
Сплави свинцю виготовляють у вигляді чушок, пластин, прутків, трубок, дроту або стрічки. Більшість свинцю сплавів добре обробляється тиском (вальцюванням, куванням, пресуванням) і різанням. За цією ознакою вони поділяються на оброблювані і не оброблювані тиском.

## Сплави, що обробляються тиском
До оброблюваних тиском зазвичай відносять низьколеговані сплави, що містять один з елементів — Sn (до 2 %), Sb (до 0,5 %), Cd (до 0,25 %) або Cu і Fe (до 0,06 % кожного). Сплави свинцю з Te (0,03…0,06 %), Cu (0,04…0,08 %), Sb (0,5…2,0 %) використовують для виготовлення листів, труб та інших напівфабрикатів, для облицювання (свинцювання) ванн або іншої кислототривкої апаратури й трубопроводів. Для оболонок низьковольтних і силових кабелів застосовують сплави свинцю, леговані Te (0,04…0,06 %), Ca (0,03…0,07 %), Sn (1,0…2,0 %), Sb (0,4…0,8 %). Для захисту від корозії залізних сплавів і перед заливанням вкладишів підшипників ковзання застосовують свинцеві полуди, що є свинцевими сплавами, легованими 0,5…1 % Zn або Sn. Завдяки високій густині і хорошим ливарним властивостям сплави свинцю, що містять 0,1…1,5 % Sb, 0,06…0,2 % As, 0,02…0,04 % Na, застосовуються для відливання мисливського дробу, а сплави з 0,3…3 % Sb для відливання осердь наконечників боєприпасів. Для виготовлення пластин свинцево-кислотних акумуляторів використовують сплав свинцю з 1…2 % Sb.

## Сплави, що не піддаються обробці тиском
Не оброблювані тиском сплави свинцю за призначенням поділяють на антифрикційні (бабіти), типографські, припої та легкоплавкі.

### Свинцеві бабіти
Свинцеві бабіти — підшипникові сплави свинцю, базі систем Pb—Sb—Sn, Pb—Sb—Sn—Cu і Pb—Ca—Na. За температурою плавлення (240…320 °C), твердістю (НВ 22…32), коефіцієнтом тертя із змащуванням (0,004…0,007) вони є близькими до олов'яних бабітів, поступаючись їм за теплопровідністю (у ~1,5 рази) та за зносостійкістю (у ~1,5…2 рази).
Структура свинцевих бабітів містить тверду (сполуки SnSb, Cu6Sn5, Pb3Ca тощо) та м'яку (твердий розчин на базі Pb) складові. Перша забезпечує низький коефіцієнт тертя, друга — добру припрацьовуваність у місцях тертя. Такі антифрикційні сплави знайшли застосування у машинобудуванні у вузлах тертя малої та середньої завантаженості, на транспорті як замінники дорожчих і дефіцитних олов'яних бабітів.

### Типографські сплави свинцю
Типографські сплави свинцю (потрійні сплави, що містять 8…23 % Sb, 2…7 % а також, Sn, 1…4,5 % As і 1 % Cu) відрізняються високою плинністю й малою усадкою при кристалізації, твердістю (HB 17…28), сталістю складу після багатьох переплавок, стійкістю до корозії при контакті з фарбами й змивними розчинами. Використовувались понад 500 років у типографській справі.

### Припої на основі свинцю

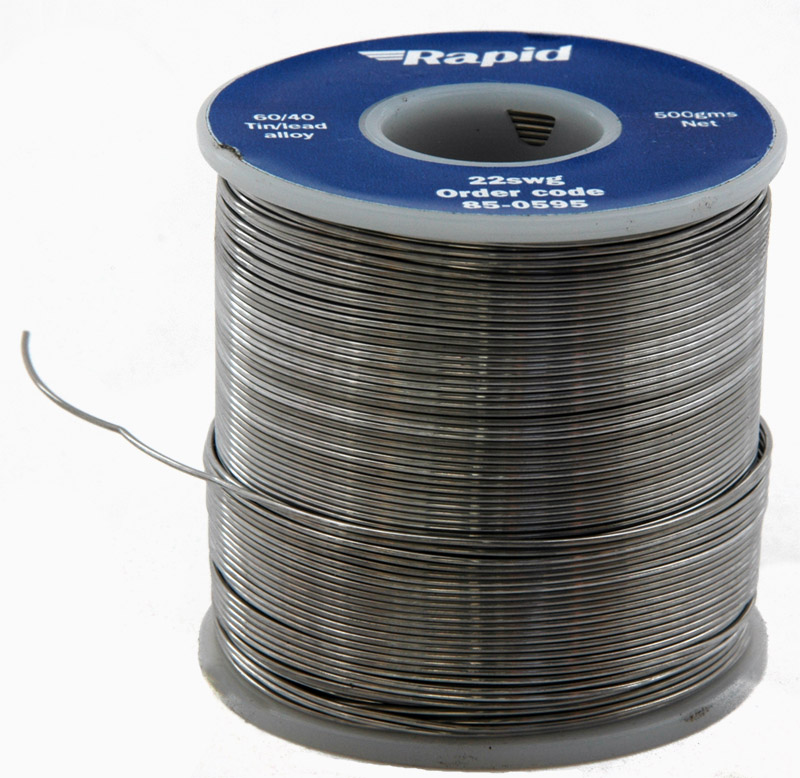
Котушка олов'яно-свинцевого припою ПОС-60 (Sn_{60}Pb_{40})

Припої на основі свинцю містять Sn, Cd, Bi, Ag, In і P (від 1,3 до 51 %), мають низькі температури плавлення (від 90…142 °C із Sn, Cd, Bi і до 220…310 °C із Sn, Ag, In та P), характеризуються хорошою адгезією з багатьма металами і сплавами і високою корозійною стійкістю.
Застосовують для низькотемпературного паяння заліза, сталей, нікелю, міді та її сплавів. Місця спайки з міддю і сплавами системи Cu-Zn мають низьку корозійну стійкість у вологій атмосфері і при наявності конденсату використовуються лише з лакофарбовими захисними покриттями; місця спайки з припоями, що містять In і P, захисту від корозії не потребують. Окремі припої, що містять Ag, Sn, Cu і i, застосовують для паяння виробів кріогенної техніки.
На базі систем Pb—Sn, Pb—Ag і Pb—Sn—Sb створена серія так званих м'яких припоїв (з температурою плавлення 185…305 °С), що характеризуються хорошою адгезією з багатьма металами і сплавами і високою корозійною стійкістю.

### Легкоплавкі сплави свинцю

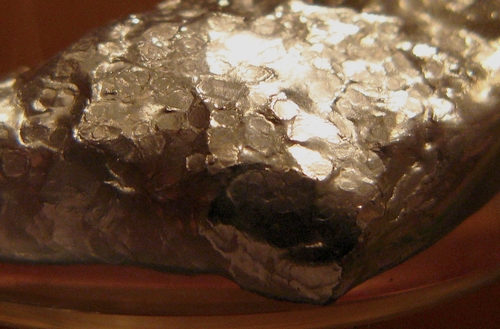
Сплав Вуда

Легкоплавкі сплави свинцю (Tпл < 232 °C) містять Bi, Sn, Cd і Hg; за складом відповідають потрійним і складнішим евтектикам (див. наприклад, сплав Вуда — Bi 50 %, Pb 25 %, Sn 12,5 %, Cd 12,5 %).
Такі сплави знайшли застосування в електротехніці, системах пожежної сигналізації та медицині.

## Недоліки сплавів свинцю
До недоліків багатьох сплавів свинцю слід віднести наявність у їх складі дорогих і дефіцитних елементів (As, Sb, Sn та ін.) і токсичність випарів при переплавці.